# ديفيد لينوكس
ديفيد لينوكس (بالإنجليزية: David Lennox)‏ هو مهندس مدني ومهندس أسترالي، ولد في 1788 في آير في المملكة المتحدة، وتوفي في 12 نوفمبر 1873 في نيوساوث ويلز في أستراليا.